# Deutsches Damast- und Frottiermuseum

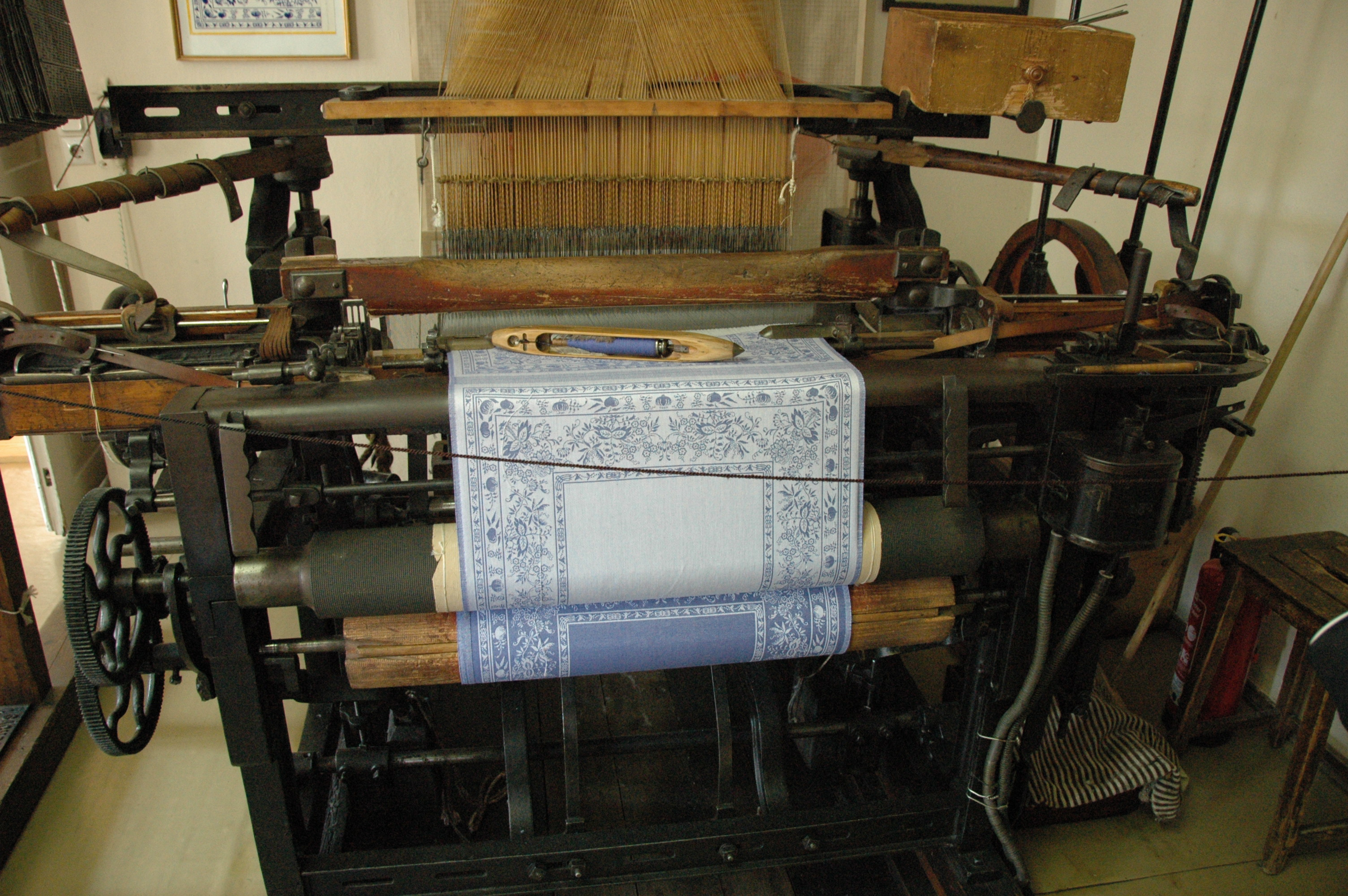
Het weven van damast in het Deutsches Damast- und Frottiermuseum, Großschönau

Het Deutsches Damast- und Frottiermuseum is een Duits "museum in bedrijf" in Großschönau, gelegen in het zuidoosten van Saksen. Het museum toont verschillende handweefgetouwen voor het maken van damast en badstof. Het gaat hier om  frottier, te herkennen aan de zichtbare lusjes aan de oppervlakte van de stof. Een verwante, maar op een andere manier geproduceerde stof heet in het Nederlands ook badstof, maar wordt in het Duits Frottee(ware) genoemd, en komt in dit museum slechts terloops aan de orde. In het Engels worden beide producten terrycloth genoemd.
Ook worden in het museum diverse demonstraties gehouden en wordt uitleg gegeven over de geschiedenis van de Oberlausitzer textielindustrie .

In de aanliggende "fabriek" zijn 27 machinale weefgetouwen geplaatst waarbij het inbrengen van de inslagdraad met een schietspoel of met lucht plaatsvindt. Tevens zijn diverse machines geplaatst die gebruikt worden om onder andere spoelen te wikkelen of patronen te ontwerpen.

Verder worden in het museum meer dan driehonderd jaar oude kleden van damast getoond.
Het museum is gevestigd in een voormalig directiewoning uit 1807 van een textielfabrikant (het Kupferhaus).